# Largo do Machado
El Largo do Machado es un espacio público ubicado en la ciudad de Río de Janeiro, Brasil. se localiza en el límite de los barrios cariocas de Catete, Flamengo y Laranjeiras. Es un espacio con un carácter eminentemente comercial y de servicios y recibe gran cantidad de transeúntes de todas las clases sociales. En este espacio se encuentra la estación de metro homónima. En sus inmediaciones se encuentran varios establecimientos tradicionales como la Rotisseria Sírio-libanesa (en la Galería Condor), el Cinema São Luís (en la Galería São Luís) y el Colegio Estadual Amaro Cavalcanti fundado en 1874. Aunque es un espacio generalmente tranquilo, sufre eventuales episodios de crímenes menores.

## Historia

Iglesia de Nuestra Señora de la Gloria (foto de Marcos Ferrez - Instituto Moreira Salles).

Originalmente, la zona ocupada por el largo era una laguna, la laguna de Suruí, también llamada Lagoa da Carioca o de Sacopiranha, que era alimentada por el río Carioca. A su vez, la laguna alimentaba el río Catete. Posteriormente, la laguna fue rellenada dando lugar al Campo das Pitangueiras. En un determinado momento, su denominación cambió para Campo das Laranjeiras. En el siglo XVII, era conocido como Campo das Boitangas ("boitanga" era un tipo de serpiente) y a inicios del siglo XVIII pasó a ser llamado Campo o Largo do Machado, en referencia al alfarero André Nogueira Machado, propietario de las tierras del lugar. Alrededor de 1810, un carnicero - cuyo sobrenombre también era "Machado" - se instaló en el largo y ilustró la fachada de su establecimiento con un gran hacha que, en portugués se llama Machado. Ese mismo año, el espacio público empezó a ser considerado como uno oficial por la ciudad.
A partir de 1843, pasó a llamarse Largo da Glória, debido al inicio de la construcción de la Iglesia de Nuestra Señora de la Gloria (no confundir con la Iglesia de Nuestra Señora de la Gloria de Outeiro), que sería inaugurada den 1872 frente al largo.  A partir de 1865, el largo pasó a tener iluminación eléctrica y en 1868 se inauguró la estación central de la primera línea de tranvías eléctricos de la ciudad que iba desde el Largo do Machado hasta la rúa dos Latoerios (actual rúa Gonçalves Dias, en el Centro).

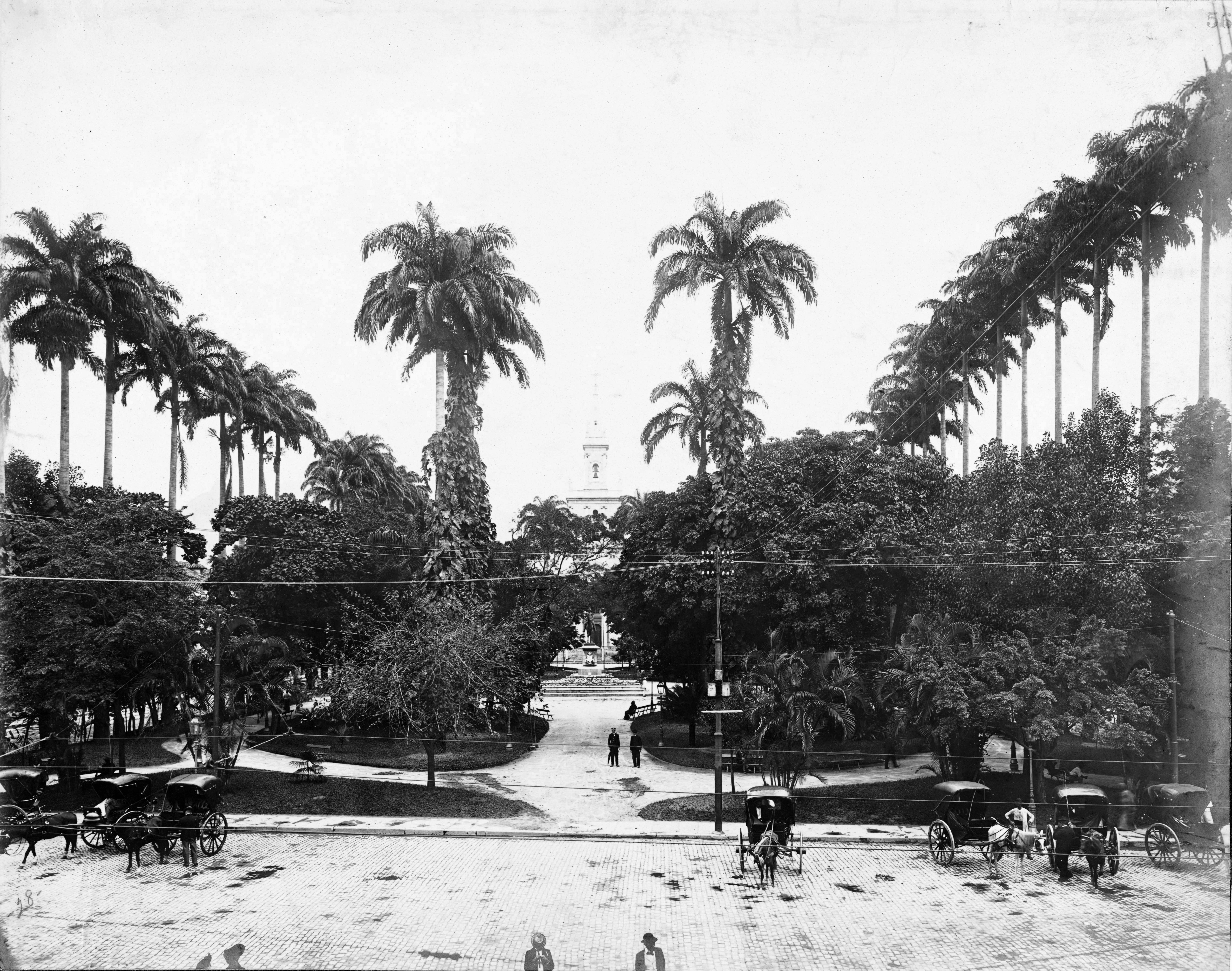
Largo do Machado en 1906, visto desde la actual rúa Governador Irineu Bornhausen.

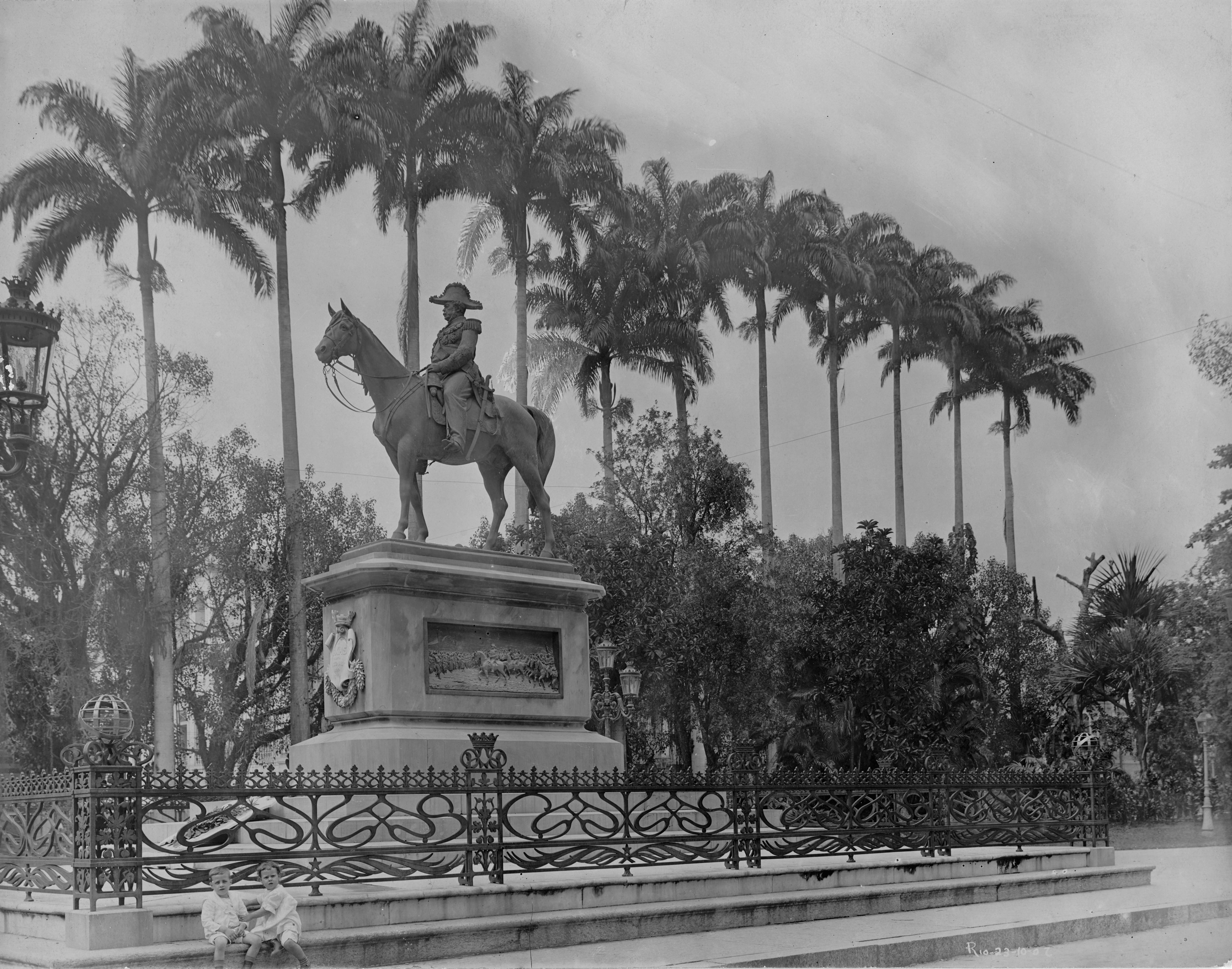
Estatua ecuestre del Duque de Caxias en el Largo do Machado, donde atualmente se encuentra la fuente, antes de ser trasladada para el frente del Palacio Duque de Caxias.

En 1869, el largo fue renombrado como Plaza Duque de Caxias, en homenaje al famoso militar brasileño y en 1899 se instaló allí una estatua en su honor. En 1949, la estatua fue trasladada para su ubicación actual, el Panteón Duque de Caxias, en la Avenida Presidente Vargas, frente al Palacio Duque de Caxias. Con ello, el nombre oficial de la plaza volvió a ser "largo do Machado". Enl 8 de diciembre de 1954, se instaló, en el centro del largo, la estatua de Nuestra Señora de la Concepción, conmemorando el centenario del dogma católico de la Inmaculada Concepción. La estatua, de mármol y de autoría del escultor genovés Giuseppe Navone (?-1917), fue comprada en Europa por Joaquim Arcoverde de Albuquerque Cavalcanti y estaba instalada en el Palacio São Joaquim, en Glória. Con la ocasión del centenario del dogma, fue donada a la ciudad por Jaime Câmara. En esa década, el largo fue remodelado según el proyecto paisajístico de Roberto Burle Marx.
En la década de 1970, la construcción de la estación Largo do Machado del Metro de Río de Janeiro obligó al traslado del tradicional Café Lamas, que se ubicaba a un costado del largo, al lugar que ocupa actualmente en la rúa Marquês de Abrantes. Desde 1991, el grupo Off-sina, compañía de circo-teatro callejero de Río de Janeiro, realiza espectáculos, clases, y ruedas de payasos en el Largo do Machado, su sede pública. En el 2005, la estatua de Nuestra Señora de la Concepción fue declarada patrimonio histórico. En el 2011, la alcaldía instaló un conjunto de equipamientos para gimnasia para la tercera edad.